# Peru International Series 2017
Die Peru International Series 2017 im Badminton fand vom 16. bis zum 19. März 2017 in Lima statt. Es war die dritte Austragung der Veranstaltung.

## Sieger und Platzierte
| Disziplin    | Gold                            | Silber                           | Bronze                                          |
| ------------ | ------------------------------- | -------------------------------- | ----------------------------------------------- |
| Herreneinzel | Luis Ramón Garrido              | Ikhsan Leonardo Imanuel Rumbay   | Anibal Marroquín                                |
| Herreneinzel | Luis Ramón Garrido              | Ikhsan Leonardo Imanuel Rumbay   | Alberto Alvin Yulianto                          |
| Dameneinzel  | Daniela Macías                  | Daniela Zapata                   | Veronika Dobiášová                              |
| Dameneinzel  | Daniela Macías                  | Daniela Zapata                   | Fernanda Saponara Rivva                         |
| Herrendoppel | Daniel Graßmück Luka Wraber     | Dominik Stipsits Roman Zirnwald  | José Guevara Daniel La Torre                    |
| Herrendoppel | Daniel Graßmück Luka Wraber     | Dominik Stipsits Roman Zirnwald  | Paweł Prądziński Jan Rudziński                  |
| Damendoppel  | Daniela Macías Dánica Nishimura | Inés Castillo Paula La Torre     | Micaela Castillo Salazar Ines Alejandra Mendoza |
| Damendoppel  | Daniela Macías Dánica Nishimura | Inés Castillo Paula La Torre     | Micaela Flores Fernanda Saponara Rivva          |
| Mixed        | Mario Cuba Katherine Winder     | Daniel La Torre Dánica Nishimura | Bruno Barrueto Inés Castillo                    |
| Mixed        | Mario Cuba Katherine Winder     | Daniel La Torre Dánica Nishimura | Diego Mini Paula La Torre                       |